# Flugplatz Roth

i7
i11
i13
Der ehemalige Heeresflugplatz Roth (ICAO-Code: ETHR) mit der Otto-Lilienthal-Kaserne ist eine Liegenschaft der Bundeswehr in Mittelfranken und liegt rund 30 km südlich von Nürnberg. Mit der Stadt Heideck besteht die erste Kasernen-Patengemeinschaft in Deutschland.
Der Flugplatz Roth (ehemals ETHR) ist ein Sonderlandeplatz, der innerhalb der Otto-Lilienthal-Kaserne liegt. Landungen von Luftfahrzeugen sind nur mit PPR durch die Kasernenkommandantur möglich. Der militärische Flugbetrieb wurde 2014 eingestellt.
Allgemeine Luftfahrt (General Aviation) findet an diesem Flugplatz nicht statt. Ausnahmen sind private Flüge durch die Bundeswehrflugsportgruppe Otto Lilienthal e. V. und den privaten Segel-Flieger-Club Roth e. V. an Wochenenden.

## Geografische Lage
Der Flugplatz liegt etwa vier Kilometer südlich des historischen Ortskernes von Roth zwischen den Ortsteilen Kiliansdorf, Ober- und Untersteinbach sowie Eckersmühlen auf einer Höhe von 386 m ü. NN.
Zu erreichen ist der Flugplatz mit der Kaserne über zwei bundeseigene Privatstraßen, die von der Verlängerung der Staatsstraße 2409 über die Bundesstraße 2 hinaus abzweigen. An der südlichen der beiden Straßen, die Kiliansdorf-Siedlung heißt, befinden sich auch zahlreiche Wohnhäuser für Soldaten und deren Familien.

## Geschichte

### Vom Bau bis zum Ende des Zweiten Weltkriegs
Ihre Wurzeln haben der Rother Flugplatz und die Kaserne in den 1930er-Jahren, als der Wunsch nach einem Militärflugplatz in Roth entstand.
1935 begann die Planung des Militärflugplatzes unter Federführung des Reichsluftfahrtministeriums, gegen den Widerstand der örtlichen Bauern. Die Grundstückseigentümer reichten eine Beschwerde beim Reichsnährstand gegen das Bauvorhaben ein. Anfang 1936 wurde die Beschwerde vom Luftkreiskommando 5 München abgelehnt und die Bauleitung für die Flieger-Übungsstelle Roth-Kiliansdorf in einem Bauernhaus in Kiliansdorf eingerichtet. Im Frühjahr 1937 begann der Bau, der zu diesem Zeitpunkt bereits als Kaserne geplant war. Als erstes wurden Flugzeughallen, Unterkunfts-/Wachgebäude und das Stabsgebäude mit Offizierkasino errichtet. Erster Truppenteil in Roth war die Flugzeugführerschule Kiliansdorf, die aus Erding verlegt wurde. Im Mai 1938 wurde der Flugbetrieb durch die Flugzeugführerschule auf dem Flugplatz Roth aufgenommen. Die Fliegerhorst-Kommandantur hatte die Bezeichnung 9/XIII und unterstand dem Flughafen-Bereichs-Kommando 1/XIII in Fürth.
Die folgende Tabelle zeigt eine Auflistung aller fliegenden aktiven Einheiten (ohne Schul- und Ergänzungsverbände) der Luftwaffe, die hier zwischen 1939 und 1945 stationiert waren.
| Von          | Bis          | Einheit                                        | Ausrüstung                    |
| ------------ | ------------ | ---------------------------------------------- | ----------------------------- |
| August 1939  | Oktober 1939 | Wettererkundungsstaffel 51                     |                               |
| August 1939  | Februar 1940 | II./KG 53 (II. Gruppe des Kampfgeschwaders 53) | Heinkel He 111                |
| Februar 1940 | Mai 1940     | I./KG 53                                       | Heinkel He 111                |
| Mai 1940     | Mai 1940     | Stab/KG 53                                     | Heinkel He 111                |
| Februar 1945 | Februar 1945 | Teile der I./KG 66                             | Junkers Ju 88, Junkers Ju 188 |

Vom 8. April 1945 an wurde der Fliegerhorst Roth von 91 Consolidates B-24-Bombern des 20. Combat Wings der 2nd Air Force Division mehrfach angeflogen und bombardiert, wobei mehr als 210 t Bomben abgeworfen wurden. Dem Angriff ging eine umfangreiche Aufklärung und Klassifizierung der Amerikaner voraus. Bis auf wenige Flugzeugunterstände wurde der Fliegerhorst zerstört. Bereits am nächsten Tag wurde eine sog. Entfestigung des Flugfeldes mit Vier-Pflug-Traktoren durchgeführt, um es für die vorrückenden US-Truppen unbrauchbar zu machen. Am 20. April 1945 wurde der Fliegerhorst von US-amerikanischen Truppen eingenommen.

### Nachkriegszeit
1945 wurde durch die United States Army Air Forces (USAAF) ein Behelfsflugplatz unter der Bezeichnung Advanced Landing Ground ALG R-46 Roth in Betrieb genommen. Von 1945 bis 1947 bestand in Roth ein Air Ammunition Depot. Bis zur Übergabe der Liegenschaft an die Bundeswehr wurde Roth als Supply and Evacuation Airfield geführt. Ab 1946 wurde von der US-Army auf dem Gelände des Flugplatzes Roth eine Dienststelle zur Entschärfung von Bomben und Munition aus dem Krieg eingerichtet. Tausende Tonnen Bomben und Munition wurden dort gelagert und entschärft. Die Munition wurde zunächst mit Lkw, später mit der Bahn über einen eigens verlegten Gleisanschluss zum Gelände transportiert.

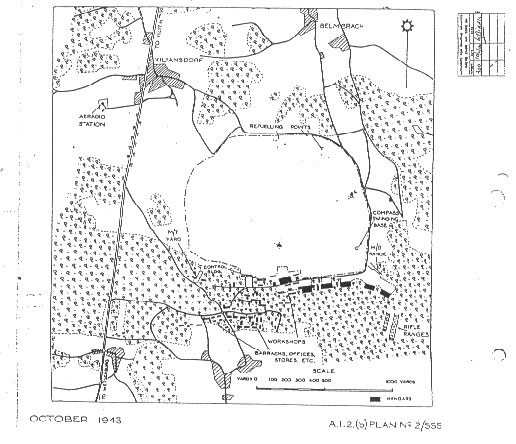
Karte der US Air Force aus dem Jahr 1943

Der Flieger-Club Roth erhielt 1954 die Genehmigung, den Flugplatz zu nutzen, was bis heute gilt.
Am 8. Februar 1956 wurde das Flugplatzgelände von US-Amerikanern an deutsche Dienststellen übergeben und im August 1956 rückten die ersten 350 Rekruten des Luftwaffenausbildungsregiments 3 in die Kaserne ein. Bis 1961 nutzten allein die Rother Sportflieger den Platz fliegerisch. Im September 1961 wurde der Fliegerhorst Heeresflugplatz mit der Verlegung der Heeresfliegerstaffel 4 mit Hubschraubern Alouette II und Flächenflugzeugen vom Typ Dornier Do 27 dorthin. 1962 wurden eine Flugleitung, Wetterberatung und Flugplatzfeuerwehr eingerichtet und das neue Towergebäude in Betrieb genommen.
Im November 1964 erfolgte die Umbenennung der Kaserne in „Otto-Lilienthal-Kaserne“ nach einem deutschen Pionier der Flugzeug-Entwicklung.
Seit dem 30. Mai 1974 ist die Polizeihubschrauberstaffel Bayern mit der Außenstelle für Nordbayern auf dem Heeresflugplatz untergebracht, anfangs mit einer Bölkow Bo 105 und einer Belegschaft von nur vier Beamten, mittlerweile jedoch mit der Eurocopter EC 135 im 24-stündigen Schichtdienst und rund 30 Beamten inklusive Wartung und Verwaltung.
2011 entstanden neue Wartungshallen und andere Gebäude für die geplante Stationierung des Kampfhubschraubers Eurocopter Tiger. Aus diesem Grund wurden zwei identische Wartungshallen, die Wartungsgebäude I und II, für jeweils 16 Hubschrauber errichtet. Beide Hallen mit ihren umgebenden Nebenräumen verfügen über eine Grundfläche von 151 m × 90 m und eine Höhe von knapp 16 m.
Im Zuge der Neuausrichtung der Bundeswehr wurde durch das Bundesministerium der Verteidigung im Stationierungskonzept vom Oktober 2011 festgelegt, dass der Standort Roth von 2820 auf 540 Dienstposten reduziert wird. Vorgesehen waren die Auflösung des Kampfhubschrauberregiments 26, der 1./Flugabwehrraketengruppe 23, des Luftwaffenausbildungsregiment mit dem II. Bataillon. Gemäß dieser Entscheidung wurden sämtliche für die Bundeswehr bestimmten Tiger-Hubschrauber beim Kampfhubschrauberregiment 36 in Fritzlar, Hessen stationiert. Geplant war hingegen, die regionale Sanitätsversorgung am Standort beizubehalten sowie die Offizierschule der Luftwaffe aus Fürstenfeldbruck umzuziehen sowie das 9./Feldjägerregiment 3. zu stationieren.
Das II. Bataillon des Luftwaffenausbildungsregiments wurde zum 31. Dezember 2012 aufgelöst. Das Luftwaffenausbildungsregiment selbst und die Heeresfliegerstaffel 269 wurden mit Wirkung zum 31. März 2013 außer Dienst gestellt. Das Kampfhubschrauberregiment 26 „Franken“ veranstaltete am 28. Juli 2013 zum letzten Mal einen Tag der offenen Tür; seine Angehörigen wurden an andere Standorte versetzt. Die formelle Auflösung des Regiments erfolgte mit Wirkung zum 30. Juni 2014.

### Gegenwart
Nach der Auflösung des Rother Luftwaffenausbildungsregiments wurde am 1. Januar 2013 die 7. Kompanie des Luftwaffenausbildungsbataillons aufgestellt, welche die größte Einheit am Standort ist. Das Sanitätszentrum Roth wurde zum 1. Oktober 2015 in das Sanitätsversorgungszentrum Roth umgegliedert.
Ab 1. April 2018 zog die zuvor in Amberg beheimatete 9./Feldjägerregiment 3 nach Roth um und schloss die Verlegung im Mai 2019 ab. Am 1. April 2018 schlug zudem die Geburtsstunde der 8./Luftwaffenausbildungsbataillon in der Kaserne, die seither hier stationiert ist.
Der Standortälteste Roth ist seit 1. April 1981 in der Otto-Lilienthal-Kaserne eingesetzt. Die Lion Hellmann Bundeswehr Bekleidungsgesellschaft mbH versorgt mit der Servicestation Roth seit 1. Juli 2003 die Kaserne. Des Weiteren befindet sich seit 1. Juli 2007 das Evangelische und seit 1. November 2007 das Katholische Militärpfarramt Roth hier. Seit 1. November 2009 sind der Bundeswehrverband Roth, der Verband der Reservisten der Bundeswehr Roth sowie die Feldwebel Reservisten Roth bzw. Mittelfranken in der Kaserne stationiert. Hinzu kam am 1. Februar 2013 die Freiwillige Reservistenarbeit Roth. Am 1. Juli 2018 wurde die Betreuungsstelle Roth der zivilberuflichen Aus- und Weiterbildung eingerichtet. Seit dem 1. Januar 2021 ist der Regionalstab Territoriale Aufgaben der Bundeswehr Nord in der Otto-Lilienthal-Kaserne beheimatet.
Die Otto-Lilienthal-Kaserne Roth war offizielle Dependance der zentralen Asyl-Einrichtung ZAE Zirndorf. So hat die Regierung von Mittelfranken im Herbst 2014 fünf der Kasernengebäude angemietet. Seither werden dort regelmäßig bis zu 500 Asylbewerber untergebracht und versorgt. Im Herbst 2015 wurden in drei zusätzlichen Leichtbauhallen weitere 850 Menschen untergebracht. Die letzten Asylanten verließen Ende 2019 die Kaserne.
Bei einem Informationsbesuch des damaligen Verteidigungsministers Thomas de Maizière im Jahre 2012 gab dieser bekannt, dass bis 2018, nach einigen erforderlichen Umbauten, die Offizierschule der Luftwaffe von Fürstenfeldbruck nach Roth umziehen werde. Dadurch blieben 500 Dienstposten erhalten. Hinzu kämen noch gut 800 bis 900 Lehrgangsteilnehmer. Später wurde bekannt, dass der Umzug der Offiziersschule wegen notwendiger Bauarbeiten erst 2019 erfolgen könne. Die Errichtung der Offiziersschule sollte zunächst 114 Mio. Euro kosten. 2016 wurde von einem Umzug im Jahr 2023 und Baukosten von etwa 200 Mio. Euro ausgegangen. Im April 2025 kamen erste Stammsoldaten der Offiziersschule in Roth an. Der routinemäßige Lehrbetrieb soll am 25. September 2025 beginnen. Geplant sind rund 350 Soldaten als Stammpersonal sowie etwa 60 Zivilangestellte. Ab 2026 sollten bis zu 1900 Beschäftigte am Standort leben, davon etwa 1200 Soldaten der Offiziersschule. Zwischen 2025 und 2030 sollen weitere 50 Millionen Euro in die Infrastruktur der Kaserne investiert werden. Der Bund arbeitet mit Bauträgern daran, Wohnraum in und um Roth zu schaffen.
Im Rahmen der Ausbildung von Offizieren wurde 2018 eine Grundausbildung im Segelflug eingeführt. Da die Bundeswehr hierfür nicht über geeignetes Personal und Gerät verfügt, wurden Flugzeuge des Typs ASK-21 nebst erfahrenen Fluglehrern von Vereinen mit der Aufgabe betraut. Die Grundausstattung an Bodengerät stammt weitgehend von der Segelflugschule Oerlinghausen.

## Ehemals stationierte Einheiten und Verbände der Bundeswehr
Folgende Einheiten und Verbände der Bundeswehr waren in der Otto-Lilienthal-Kaserne bzw. auf dem Heeresflugplatz Roth stationiert:
| Einheit                                                              | Stationierung ab   | Herkunft | Stationierung bis  | Verbleib                                                                            |
| -------------------------------------------------------------------- | ------------------ | --- | ------------------ | ----------------------------------------------------------------------------------- |
| I./Luftwaffenausbildungsregiment 3                                   | 15. August 1956    | neu aufgestellt                                                                                              | 30. September 1987 | aufgelöst (Neuaufstellung in Mengen/Hohentengen am Hochrhein, Oberschwaben-Kaserne) |
| III./Luftwaffenausbildungsregiment 3                                 | 30. September 1960 | aus Goslar, Fliegerhorst                                                                                     | 30. September 1987 | aufgelöst (Neuaufstellung in Germersheim, General-Hans-Graf-Sponeck-Kaserne)        |
| Luftwaffenausbildungsregiment 3                                      | 1. Februar 1961    | aus Wesendorf, Hammerstein-Kaserne                                                                           | 31. Dezember 2006  | umbenannt zum 1. Januar 2007 in Luftwaffenausbildungsregiment                       |
| II./Luftwaffenausbildungsregiment 3                                  | 1. Februar 1961    | aus Wesendorf, Hammerstein-Kaserne                                                                           | April 1994         | Verlegung nach Bayreuth, Markgrafen-Kaserne (dort zum 31. Dezember 2004 aufgelöst)  |
| Flugplatzkommando (Heer) 462                                         | 2. September 1961  | neu aufgestellt                                                                                              | 30. September 1973 | umbenannt in Heeresflugplatzkommandantur 202                                        |
| Heeresfliegerstaffel 4                                               | 1. Oktober 1961    | Verlegung der am 1. April 1959 in Fritzlar, Georg-Friedrich-Kaserne, gebildeten Staffel                      | 29. Februar 1964   | umgegliedert zum 1. März 1964 in Heeresfliegerbataillon 4                           |
| Heeresfliegerausbildungsstaffel 433                                  | 1. Oktober 1962    | neu aufgestellt                                                                                              | 31. Dezember 1970  | aufgelöst                                                                           |
| Heeresfliegerinstandsetzungsstaffel 207                              | 1. April 1963      | neu aufgestellt                                                                                              | April 1965         | verlegt nach Laupheim, Heeresflugplatz                                              |
| Heeresfliegerbataillon 4                                             | 1. März 1964       | aus Heeresfliegerstaffel 4                                                                                   | 31. März 1971      | umgegliedert zum 1. April 1971 in Heeresfliegerstaffel 4                            |
| Heeresfliegerstaffel 4                                               | 1. April 1971      | aus Heeresfliegerbataillon 4                                                                                 | 3. Mai 1971        | verlegt nach Feldkirchen-Mitterharthausen, Gäubodenkaserne                          |
| leichtes Heeresfliegertransportregiment 20                           | 1. April 1971      | neu aufgestellt                                                                                              | 30. Juni 1979      | umbenannt in Heeresfliegerregiment 20                                               |
| Fliegende Abteilung 201                                              | 1. April 1971      | neu aufgestellt                                                                                              | 1. Oktober 1979    | verlegt nach Neuhausen ob Eck, Ludwig-Erhard-Kaserne                                |
| Luftfahrzeugtechnische Abteilung 202                                 | 1. April 1971      | neu aufgestellt                                                                                              | 1. Oktober 1979    | verlegt nach Neuhausen ob Eck, Ludwig-Erhard-Kaserne                                |
| Flugabwehrkanonenbatterie 31 (GerEinh)                               | 1972               | neu aufgestellt                                                                                              | 1. Oktober 1987    | Verlegung nach Germersheim, General-Hans-Graf-Sponeck-Kaserne                       |
| Flugabwehrkanonenbatterie 33 (GerEinh)                               | 1972               | neu aufgestellt                                                                                              | Oktober 1990       | aufgelöst                                                                           |
| Heeresflugplatzkommandantur 202                                      | 1. Oktober 1973    | aus Flugplatzkommandantur (Heer) 462                                                                         | 1994               | aufgelöst                                                                           |
| Flugzeugtechnische Abteilung 220                                     | Oktober 1973       | verlegt aus Neuhausen ob Eck, Ludwig-Erhard-Kaserne                                                          |                    |                                                                                     |
| Geophysikalische Beratungsstelle 202                                 | 1. Oktober 1975    | neu aufgestellt                                                                                              | 30. Juni 2004      | umbenannt in Geoinformationsberatungsstelle 202                                     |
| Materialausstattung Sanitätsbereich 63/3                             | 1. April 1976      | neu aufgestellt                                                                                              | 30. Juni 1997      | aufgelöst                                                                           |
| Heeresflugplatzfeuerwehr 202                                         | 1. Oktober 1976    | neu aufgestellt                                                                                              | 11. April 2007     | umbenannt in Heeresflugplatzfeuerwehr Roth                                          |
| Heeresfliegerregiment 20                                             | 1. Juli 1979       | aus leichtes Heeresfliegertransportregiment 20                                                               | 1. Oktober 1979    | verlegt nach Neuhausen ob Eck, Ludwig-Erhard-Kaserne                                |
| Heeresfliegerregiment 26                                             | 1. Juli 1979       | neu aufgestellt                                                                                              | 30. Juni 2003      | umbenannt in Kampfhubschrauberregiment 26                                           |
| Fliegende Abteilung 261                                              | 1. Juli 1979       | neu aufgestellt                                                                                              | 30. Juni 2014      | aufgelöst                                                                           |
| Luftfahrzeugtechnische Abteilung 262                                 | 1. Juli 1979       | neu aufgestellt                                                                                              | 30. Juni 2014      | aufgelöst                                                                           |
| Heeresfliegerausbildungsstaffel 8/II                                 | 1. Oktober 1979    | aus der von Neuhausen ob Eck, Ludwig-Erhard-Kaserne verlegten bisherigen Heeresfliegerausbildungsstaffel 203 | 30. Juni 2003      | aufgelöst                                                                           |
| Geophysikalische Gruppe 8 (GerEinh)                                  |                    | neu aufgestellt                                                                                              |                    | in den 1980ern am Standort eingelagert                                              |
| Geophysikalische Gruppe 226 (GerEinh)                                |                    | neu aufgestellt                                                                                              |                    | in den 1980ern am Standort eingelagert                                              |
| Fahrschulgruppe Roth                                                 | 1. Januar 1986     | neu aufgestellt                                                                                              | 31. März 1994      | aufgelöst                                                                           |
| 5./Flugabwehrraketenbataillon 23                                     | 1. April 1988      | neu aufgestellt                                                                                              | 31. Dezember 1992  | umbenannt in 5./Flugabwehrraketengruppe 23                                          |
| 6./Flugabwehrraketenbataillon 23                                     | 1. April 1988      | neu aufgestellt                                                                                              | 31. Dezember 1992  | umbenannt in 6./Flugabwehrraketengruppe 23                                          |
| V./Luftwaffenausbildungsregiment 3                                   |                    | neu aufgestellt                                                                                              |                    | in den 1980ern am Standort aufgestellt                                              |
| 5./Flugabwehrraketengruppe 23                                        | 1. Januar 1993     | aus 5./Flugabwehrraketenbataillon 23                                                                         | 31. Dezember 2004  | umbenannt in 1./Flugabwehrraketengruppe 23                                          |
| 6./Flugabwehrraketengruppe 23                                        | 1. Januar 1993     | aus 6./Flugabwehrraketenbataillon 23                                                                         | 30. Juni 2002      | umbenannt in 2./Flugabwehrraketengruppe 23                                          |
| Fernmeldesystemabschnitt der Bundeswehr 601                          | 1. Dezember 1994   | neu aufgestellt                                                                                              | 30. September 2000 | umbenannt in Fernmeldesektor 601                                                    |
| IV./Luftwaffenausbildungsregiment 3                                  | 1. Januar 1996     | neu aufgestellt                                                                                              | 31. Dezember 2006  | umbenannt zum 1. Januar 2007 in II./Luftwaffenausbildungsregiment                   |
| Fernmeldesektor 601                                                  | 1. Oktober 2000    | aus Fernmeldesystemabschnitt der Bundeswehr 601                                                              | 31. Oktober 2009   | aufgelöst                                                                           |
| Leitsanitätszentrum 410 Roth                                         | 1. Januar 2002     | neu aufgestellt                                                                                              | 31. Dezember 2006  | umgegliedert zu Sanitätszentrum Roth                                                |
| 2./Flugabwehrraketengruppe 23                                        | 1. Juli 2002       | aus 6./Flugabwehrraketengruppe 23                                                                            | 31. Dezember 2012  | aufgelöst                                                                           |
| Kampfhubschrauberregiment 26 „Franken“                               | 1. Juli 2003       | aus Heeresfliegerregiment 26                                                                                 | 30. Juni 2014      | aufgelöst                                                                           |
| Heeresfliegerversorgungsstaffel 265                                  | 1. Juli 2003       | neu aufgestellt                                                                                              | 30. Juni 2014      | aufgelöst                                                                           |
| Heeresfliegerstaffel 269                                             | 1. Juli 2003       | neu aufgestellt                                                                                              | 31. März 2013      | aufgelöst                                                                           |
| Geoinformationsberatungsstelle 202                                   | 1. Juli 2004       | aus Geophysikalischer Beratungsstelle 202                                                                    | 31. März 2008      | umbenannt in Geoinformationsberatungsstelle Roth                                    |
| 1./Flugabwehrraketengruppe 23                                        | 1. Januar 2005     | aus 5./Flugabwehrraketengruppe 23                                                                            | 31. Dezember 2012  | aufgelöst                                                                           |
| Luftwaffenausbildungsregiment                                        | 1. Januar 2007     | aus Luftwaffenausbildungsregiment 3                                                                          | 31. März 2013      | aufgelöst                                                                           |
| Sanitätszentrum Roth                                                 | 1. Januar 2007     | aus Leitsanitätszentrum 410 Roth                                                                             | 30. September 2015 | umgegliedert zu Sanitätsversorgungszentrum Roth                                     |
| Landeskommando Bayern – Teile Roth                                   | 1. Januar 2007     | neu aufgestellt                                                                                              | 31. Januar 2013    | aufgelöst                                                                           |
| II./Luftwaffenausbildungsregiment                                    | 1. Januar 2007     | aus IV./Luftwaffenausbildungsregiment 3                                                                      | 31. Dezember 2012  | aufgelöst                                                                           |
| Heeresflugplatzfeuerwehr Roth                                        | 11. April 2007     | aus Heeresflugplatzfeuerwehr 202                                                                             | 30. Juni 2014      | aufgelöst                                                                           |
| Geoinformationsberatungsstelle Roth                                  | 1. April 2008      | aus Geoinformationsberatungsstelle 202                                                                       | 30. Juni 2014      | aufgelöst                                                                           |
| Regionale Stelle für Materialerhaltung und techn. Arbeitsschutz Roth | 1. Januar 2009     | neu aufgestellt                                                                                              | 30. Juni 2015      | aufgelöst                                                                           |
| Bundeswehrfeuerwehr Roth                                             | 4. November 2013   | neu aufgestellt                                                                                              | 30. Juni 2015      | aufgelöst                                                                           |